# Orgasm (X Japan)
Orgasm è un singolo degli X Japan uscito nel 1986 per Extasy Records, la casa discografica fondata da Yoshiki per produrre il proprio gruppo. Nel singolo sono presenti due vecchi membri della band, il chitarrista Jun (Hisashi Takai) e il bassista Hikaru.

## Tracce
Lato A
1. オルガスム (Orgasm) - 2:25 -  (Yoshiki - Yoshiki)
2. Time Trip Loving - 3:38 -  (Toshi - Jun)

Lato B
1. X - 5:25  (Yoshiki - Yoshiki)

## Formazione
- Toshi - voce
- Hikaru - basso
- Jun - chitarra
- Yoshiki - batteria & pianoforte